# Acaic
Acaic (llatí Achaicus, grec antic Achaikós Ἀχαϊκός fou un filòsof ètic grec d'època desconeguda, que va tenir un cert renom a Grècia.
És esmentat per Diògenes Laerci i Climent d'Alexandria.